# Ange Laycock
Angela Laycock (* 1982) ist eine ehemalige auf nationaler Ebene in mehreren Disziplinen aktive Spitzensportlerin.

## Karriere
2003 war Ange Laycock Medaillengewinnerin bei den nationalen Ruder-Meisterschaften und nahm an den gesamt-britischen Meisterschaften zwischen den vier Teilstaaten teil. Als Vertreterin Cambridges startete sie in Skilanglauf-, Radsport- und Orientierungslauf-Wettbewerben. Ihre größten sportlichen Erfolge erreichte sie bei den Skilanglauf- und Biathlonmeisterschaften 2008 in Ruhpolding und Obertilliach. Mit Alanda Scott, Claire Brooks und Anna Harris gewann sie den Titel im Militärpatrouillenrennen und wurde Dritte in der Teamwertung. Auch in der Teamwertung im Skilanglauf gewann sie an der Seite von Scott, Harris und Brooks den Titel. Zumindest im Wintersport trat Laycock seither nicht mehr in Erscheinung.

## Persönliches
Ange Laycock lebt in Bedford und besuchte die Defence Academy of the United Kingdom. Sie wurde dort für ihre herausragenden Leistungen als erst dritte Frau mit der Auszeichnung Army's Sword of Honour bedacht, die ihr von Königin Elisabeth II. 2006 überreicht wurde. Danach studierte sie Ingenieurwissenschaften am Emmanuel College der University of Cambridge.